# Embalse de Torrejón-Tiétar
El embalse de Torrejón-Tiétar es una obra de ingeniería hidroeléctrica construida en el curso bajo del río Tiétar. La presa se sitúa a 22 km de la localidad de Torrejón el Rubio, de la que toma el nombre, dentro del parque nacional de Monfragüe, en la provincia de Cáceres, comunidad autónoma de Extremadura, España.